# 8 августа
8 августа — 220-й день года (221-й в високосные годы) по григорианскому календарю.
До конца года остаётся 145 дней.
До 15 октября 1582 года — 8 августа по юлианскому календарю, с 15 октября 1582 года — 8 августа по григорианскому календарю.
В XX и XXI веках соответствует 26 июля по юлианскому календарю.

## Праздники и памятные дни
См. также: Категория:Праздники 8 августа

### Международные
- Международный день офтальмологии.
- Международный день кошек.
- Международный день альпинизма.

### Национальные
- Бутан — День независимости (от Индии, с 1949 года). См. День независимости.
- Германия — Праздник мира в Аугсбурге.
- Китайская Республика — День отцов. См. День отцов.
- Швеция — День флага Швеции[англ.].

### Профессиональные
- Украина — День войск связи Украины.

### Религиозные
Православие
- Память священномучеников Ермолая, Ермиппа и Ермократа, пресвитеров Никомидийских (ок. 305);
- память преподобного Моисея Угрина, Печерского, в Ближних пещерах (ок. 1043);
- память преподобномученицы Параскевы Римской;
- память священномученика Сергия Стрельникова, пресвитера (1937).

### Именины
- Католические: Доминик, Киприан, Эмилиан, Север Вьеннский.
- Православные[4] (дата по новому стилю):
  - Мужские:
    - Аппион — мученик Аппион.
    - Геронтий (Геронт) — преподобный Геронтий Афонский.
    - Ермилл — священномученик Ермипп Никомидийский.
    - Ермократ (Гермократ) и Ермолай (Ермол, Ермак) — священномученик Ермократ Никомидийский.
    - Игнатий (Игнат) — преподобный Игнатий Стиронит.
    - Моисей — преподобный Моисей Угрин, Печерский.
    - Сергий (Сергей) — священномученик Сергий (Стрельников).
    - Феодор (Фёдор) — преподобный Феодор, митрополит Трапезундский.

  - Женские:
    - Иерусалема — мученица Иерусалема.
    - Ореозила — мученица Ореозила.
    - Параскева (Прасковья) — преподобномученица Параскева Римская.

## События
См. также: Категория:События 8 августа

### До XVIII века
- 1570 — Сен-Жерменским договором прекращена третья религиозная война во Франции.
- 1586 — московскими воеводами Василием Сукиным и Иваном Мясным основан город Тюмень (острог) на реке Туре.
- 1588 — англичане разбили остатки испанской Непобедимой Армады, которая перед этим была разбросана штормом.
- 1619 — в Канаде проведено первое лютеранское богослужение.
- 1628 — голландцы захватили у берегов Кубы испанские корабли с 80 тоннами серебра.
- 1636 — испанские войска вплотную подошли к Парижу.
- 1648 — янычарами свергнут с престола и казнён душевнобольной турецкий султан Ибрагим I.

### XVIII век
- 1729 — официально провозглашено основание Балтимора (Северная Америка).
- 1742 — на поселение в Среднеколымск доставлены первый вице-канцлер внутренних дел России граф М. Г. Головкин с женой Екатериной Ивановной, наказанные за сочувствие принцессе Анне Леопольдовне.
- 1779 — Екатерина II подписала указ о строительстве московского водопровода[5]. Строительство продолжалось 25 лет.
- 1786 — Жак Бальма и Мишель Паккард первыми покорили высочайшую вершину Альп Монблан.
- 1788 — французский король Людовик XVI объявил созыв на следующий год Генеральных штатов.

### XIX век
- 1805 — Тимофей Кондратьев стал городским архитектором Воронежа. В городе эта должность была введена впервые.
- 1832 — принц Отто, сын баварского короля, провозглашён королём Греции.
- 1835 — в России принят новый университетский устав, разработанный министром народного образования графом С. С. Уваровым.
- 1854 — компания Smith & Wesson начала выпуск патронных магазинов.
- 1899 — американский изобретатель из Миннесоты Альберт Маршалл запатентовал холодильник[6].
- 1900 — в Бруклайне (штат Массачусетс) на площадке Лонгвудского крикетного клуба начался первый матч за Кубок Международной федерации лаун-тенниса. Сам кубок был подарен американцем Дуайтом Дэвисом, по имени которого получили своё название и сами состязания.

### XX век
- 1901 — в Южной Африке капитулировал командующий войсками буров Де Вилльерс.
- 1907 — представители русского Земства потребовали от правительства введения всеобщего обязательного образования.
- 1910 — персидские правительственные войска захватили лидеров восстания в Персии Саттар-хана и Бегир-хана.
- 1911 — демонстрация рабочих в Ливерпуле расстреляна войсками.
- 1914
  - Первая мировая война: различные фракции Государственной Думы Российской империи заключили Священный союз на период первой мировой войны.
  - Первая мировая война: англо-французские войска оккупировали Тоголенд.
- 1915
  - Первая мировая война: немецкие войска захватили Прагу, укреплённое предместье Варшавы.
  - Первая мировая война: в Дарданеллах английской подлодкой затоплен турецкий линкор «Барбаросса».
  - Первая мировая война: император Николай II отверг предложение Дании стать посредником в мирных переговорах с Германией.
- 1917
  - Начался VI съезд партии большевиков, взявший курс на вооружённое восстание.
  - В России снят запрет на деятельность ордена иезуитов.
- 1918 — Первая мировая война: началась Амьенская операция англо-французских войск («Чёрный день Германии»).
- 1919
  - Завершилась третья англо-афганская война.
  - Польские войска захватили Минск и Ровно.
  - В Тюмени установлена советская власть.
- 1920 — отряд войск барона Врангеля высадился на Кубани.
- 1923 — 14-летний Бенни Гудмен начал профессиональную музыкальную карьеру в Чикаго как кларнетист в оркестре, который плавал на пароходе по озеру Мичиган.
- 1925
  - В Вашингтоне открылся первый национальный конгресс Ку-клукс-клана.
  - Установлены первые в Торонто (Канада) светофоры.
- 1927 — во Франции объявлено о создании вакцины против собачьей чумы.
- 1929 — дирижабль «Граф Цеппелин» отправился в перелёт вокруг Земли.
- 1932 — в СССР разрешён труд женщин на шахтах.
- 1935 — Герман Геринг назначен ответственным за новую индустрию Германии — телевидение.
- 1940
  - Вторая мировая война: профашистское правительство Франции арестовало бывших премьер-министров Леона Блюма и Эдуара Даладье.
  - Вторая мировая война: Вильгельм Кейтель подписал директиву «Ауфбау Ост»
  - В Японии спущен на воду сверхтяжёлый линкор «Ямато»
- 1941
  - Вторая мировая война: Иосиф Сталин назначен главнокомандующим советской армией.
  - Вторая мировая война: пять самолётов «Ил-4» совершили первую советскую бомбардировку Берлина.
  - Вторая мировая война: в Брюсселе сформирован «Валлонский легион» из бельгийцев, вызвавшихся сражаться на стороне фашистов в СССР.
- 1943
  - Вторая мировая война: Муссолини помещён в заключение на острове Маддалена на Сардинии.
  - Вторая мировая война: на вооружение Красной армии принят тяжёлый танк КВ-85
- 1944 — Вторая мировая война: в Берлине восемь немецких офицеров, обвинённых в подготовке покушения на Гитлера, в том числе фельдмаршал фон Вицлебен, повешены на басовых струнах рояля.
- 1945 — Вторая мировая война: СССР расторг пакт о ненападении с Японией и объявил ей войну, начав введение войск в Маньчжурию.
- 1946 — два американских бомбардировщика впервые совершили полёт с Гавайских островов в Калифорнию без экипажа, контролируемые исключительно по радио.
- 1949 — в Страсбурге состоялась первая сессия Совета Европы.
- 1955
  - В СССР принято положение об отпусках и условиях труда подростков.
  - Египет обязался поставлять в СССР и Румынию хлопок в обмен на нефть.
- 1956 — в Марселине (Бельгия) из-за пожара в шахте погибли 263 человека.
- 1960 — в Лаосе совершён военный переворот.
- 1962 — в Англии арестован и выслан из страны лидер нацистов США Джордж Рокуэлл.
- 1963
  - Банда из 15 человек ограбила почтовый поезд Глазго—Лондон (2,6 миллиона фунтов стерлингов старыми банкнотами).
  - Основан Зимбабвийский африканский национальный союз.
- 1966 — в Китае объявлено начало культурной революции.
- 1967 — в Бангкоке образована Ассоциация государств Юго-Восточной Азии (АСЕАН). В неё вошли Индонезия, Малайзия, Сингапур, Таиланд, Филиппины, затем Бруней (1984), Вьетнам (1995), Лаос и Мьянма (1997), Камбоджа (1999).
- 1968 — в Киеве открыт Институт культуры.
- 1969 — единственный раз в истории Кубок СССР по футболу выиграла команда первой лиги — львовские «Карпаты».
- 1973 — Южнокорейское Национальное агентство разведки похитило Ким Дэ Чжуна.
- 1983 — в Гватемале совершён военный переворот.
- 1990 — Ирак объявил об аннексии Кувейта.
- 1991 —  упала Варшавская радиомачта.
- 2000
  - Учёные Великобритании, США и Италии официально объявили о начале опытов по клонированию человека.
  - В переходе на Пушкинской площади в Москве сработало самодельное взрывное устройство. Погибли 13 человек и ещё 118 получили ранения.

### XXI век
- 2002 — Сапармурат Ниязов официально объявлен пожизненным президентом в Туркменистане[7][8].
- 2008
  - открытие XXIX летних Олимпийских игр в Пекине.
  - прохождение бронетехники ВС РФ через Рокский тоннель. Начало наступления из Абхазии и Цхинвали.
- 2010 — сель в провинции Ганьсу (Китай), 1471 погибший.
- 2016 — теракт в Кветте (Пакистан), более 70 погибших.

## Родились
См. также: Категория:Родившиеся 8 августа

### До XIX века
- 467 — Шунь-ди (ум. 479), 9-й и последний император Южной Сун.
- 1079 — Император Хорикава (ум. 1107), 73-й император Японии (1087—1107).
- 1646 — Годфри Неллер (ум. 1723), немецкий художник, придворный портретист пяти английских монархов.
- 1694 — Фрэнсис Хатчесон (ум. 1747), английский философ.
- 1790 — Ференц Кёльчеи (ум. 1838), венгерский поэт-романтик, автор венгерского национального гимна.
- 1799 — Натаниэль Палмер (ум. 1877), американский мореплаватель, один из первооткрывателей Антарктиды.

### XIX век
- 1824 — Мария Александровна (ум. 1880), российская императрица, супруга императора Александра II и мать императора Александра III.
- 1831 — великий князь Николай Николаевич (ум. 1891), третий сын российского императора Николая I, генерал-фельдмаршал.
- 1849 — Вера Засулич (ум. 1919), российская террористка-народница, социал-демократка, писательница.
- 1861 — Уильям Бэтсон (ум. 1926), английский биолог, один из основателей генетики, давший ей имя.

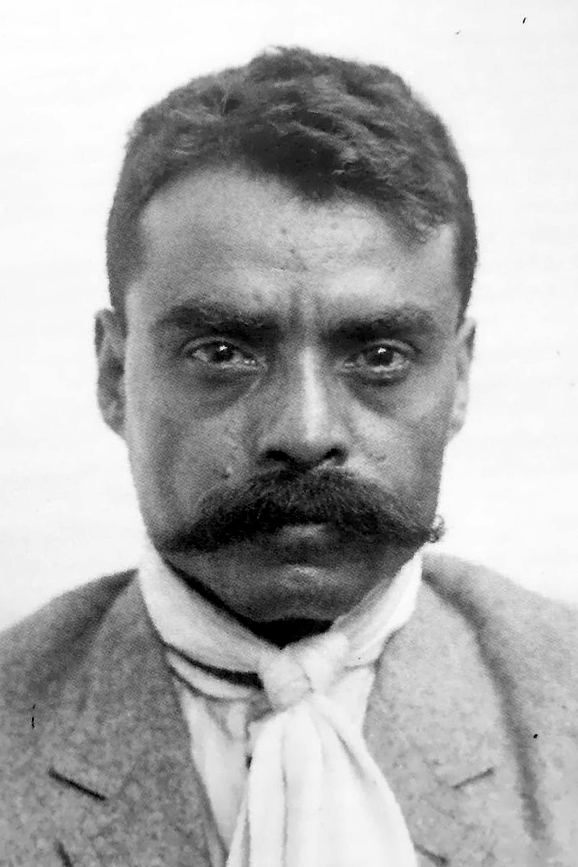
Эмилиано Сапата

- 1869 — Прохор Горохов (ум. 1925), русский поэт-самоучка.
- 1877 — Александр Ханжонков (ум. 1945), первый русский кинопромышленник.
- 1879 — Эмилиано Сапата (убит в 1919), лидер Мексиканской революции 1910 года.
- 1881 — Юлиуш Клос (ум. 1933), польский историк архитектуры, профессор Университета Стефана Батория.
- 1882 — Владислав Старевич (ум. 1965), русский и французский режиссёр, создатель кукольной мультипликации.
- 1884 — Сара Тисдейл (ум. 1933), американская поэтесса.
- 1888 — Ханс фон Русен (ум. 1952), шведский спортсмен-конник, двукратный олимпийский чемпион, граф.
- 1889 — Вера Каралли (ум. 1972), русская балерина, актриса немого кино, балетный педагог.
- 1898 — Эммануил Геллер (ум. 1990), советский актёр театра и кино.

### XX век
- 1901
  - Нина Берберова (ум. 1993), поэтесса, автор воспоминаний, жена Владислава Ходасевича.
  - Эрнест Орландо Лоуренс (ум. 1958), американский физик, лауреат Нобелевской премии (1939).
- 1902 — Поль Дирак (ум. 1984), английский физик, лауреат Нобелевской премии (1933).
- 1909 — Емилиан Буков (ум. 1984), молдавский советский писатель и поэт.
- 1914 — Юнити Валькирия Митфорд (ум. 1948), известная сторонница идей национал-социализма в британских аристократических кругах.
- 1919 — Дино Де Лаурентис (ум. 2010), итало-американский кинопродюсер и режиссёр.
- 1922 — Руди Гернрайх (ум. 1985), американский модельер австрийского происхождения, создатель монокини.
- 1924 — Николай Сологубов (ум. 1988), советский хоккеист, олимпийский чемпион (1956), двукратный чемпион мира, 5-кратный чемпион Европы.
- 1926 — Альберт Мкртчян (ум. 2007), советский и армянский кинорежиссёр («Земля Санникова» и др.).
- 1927
  - Юрий Казаков (ум. 1982), русский советский писатель.
  - Джузеппе Мойоли (ум. 2025), итальянский гребец, олимпийский чемпион по академической гребле (1948), многократный чемпион Европы.
  - Святослав Фёдоров (погиб в 2000), советский и российский глазной микрохирург, офтальмолог, академик РАМН.
- 1928 — Нина Меньшикова (ум. 2007), актриса театра и кино, народная артистка РСФСР.
- 1930 — Арунас Жебрюнас (ум. 2013), советский и литовский кинорежиссёр и сценарист («Приключения Калле-сыщика», «Богач, бедняк» и др.).
- 1931 — Роджер Пенроуз, английский физик и математик, автор теории твисторов.
- 1937 — Дастин Хоффман, американский киноактёр, обладатель двух «Оскаров».
- 1939 — Алексей Симонов, советский и российский писатель, кинорежиссёр, журналист, правозащитник.
- 1940 
  - Паул Буткевич, советский и латвийский актёр эстрады и кино («Случай в квадрате 36-80», «Виват, гардемарины!» и др.).
  - Александр Величанский (ум. 1990), русский поэт и переводчик.
  - Жюст Жакен (ум. 2022), французский режиссёр и фотограф, наиболее известный созданием эротического фильма «Эммануэль» (1974).
- 1943 — Юлий Гусман, советский и российский режиссёр, актёр, телеведущий, общественный и политический деятель.
- 1944 — Юрий Каморный (убит в 1981), советский актёр театра и кино.
- 1947 — Кен Драйден, канадский хоккеист (вратарь) и политик.

- 1948
  - Михаил Донской (ум. 2009), российский программист, один из авторов шахматной программы «Каисса».
  - Светлана Савицкая, советский космонавт, единственная женщина — дважды Герой Советского Союза.
- 1951
  - Мартин Брест, американский кинорежиссёр и актёр.
  - Луи ван Гал, нидерландский футбольный тренер.
  - Мамору Осии, японский режиссёр аниме.
  - Станислав Садальский, советский и российский актёр театра и кино, теле- и радиоведущий.
- 1952 — Йостейн Гордер, норвежский писатель и публицист.
- 1953
  - Виктор Авилов (ум. 2004), актёр театра и кино, заслуженный артист России.
  - Найджел Мэнселл, британский автогонщик, чемпион мира в классе «Формула-1» (1992).
- 1955 — Херберт Прохазка, австрийский футболист и тренер.
- 1961 — Эдж (наст. имя Дэвид Хауэлл Эванс), гитарист, клавишник и бэк-вокалист ирландской рок-группы U2.
- 1962 — Евгений Кемеровский (наст. фамилия Яковлев), российский певец жанра русский шансон, музыкант, автор песен.
- 1964
  - Никита Высоцкий, советский и российский актёр, режиссёр, сценарист и продюсер, сын Владимира Высоцкого.
  - Николай Журавский, советский и молдавский гребец на каноэ, двукратный олимпийский чемпион.
  - Джузеппе Конте, итальянский политик, премьер-министр страны (2018—2021).
- 1967 — Марсело Бальбоа, американский футболист.
- 1970 — Фонтем Неба, камерунский и амбазонийский борец за права человека.
- 1972 — Аксель Меркс, бельгийский велогонщик, йонкер.
- 1978 — Луи Саа, французский футболист.
- 1981 — Роджер Федерер, швейцарский теннисист, экс-первая ракетка мира в одиночном разряде
- 1985 — Анита Влодарчик, польская метательница молота, трёхкратная олимпийская чемпионка.
- 1988
  - Данило Галлинари, итальянский баскетболист.
  - Игорь Смольников, российский футболист.
- 1998 — Шон Мендес, канадский певец и автор-исполнитель.
- 2000 — Феликс Оже-Альяссим, канадский теннисист.

### XXI век
- 2004 — Джейми Байно-Гиттенс, английский футболист.
- 2005 — Алиса Лю, американская фигуристка, выступающая в одиночном катании; чемпионка мира (2025).
- 2009
  - Марта Тимофеева, российская актриса кино и телевидения, модель.
  - Марта Козлова, российская актриса.

## Скончались
См. также: Категория:Умершие 8 августа

### до XIX века
- 1759 — Карл Граун (р. 1704), немецкий композитор.
- 1780 — Тадеуш Рейтан (р. 1742), политический деятель Речи Посполитой.

### XIX век
- 1809 — Уэда Акинари (р. 1734), японский поэт и прозаик, учёный.
- 1827 — Джордж Каннинг (р. 1770), британский политик, премьер-министр в 1827 г.
- 1828 — Карл Петер Тунберг (р. 1743), шведский учёный-натуралист.
- 1853 — Юзеф Гене-Вроньски (р. 1776), польский математик и философ-мистик.
- 1893 — Огюст Бартелеми Глэз (р. 1807), французский художник, мастер жанровой живописи.
- 1897 — Якоб Буркхардт (р. 1818), швейцарский историк культуры, один из основоположников культурологии.
- 1898 — Эжен Буден (р. 1824), французский художник-маринист.
- 1900 — Эмиль Шкода (р. 1839), чешский инженер и предприниматель, основатель машиностроительного завода Škoda.

### XX век
- 1902 — Джеймс Тиссо (р. 1836), французский художник.
- 1912 — Франсуа-Альфонс Форель (р. 1841), швейцарский естествоиспытатель, врач, натуралист, основоположник лимнологии.
- 1925 — Михаил Медведев (р. 1852), русский оперный певец (тенор), педагог.
- 1936 — Блаженный Сеферино (р. 1861), покровитель цыган в католичестве.
- 1944 — Михаэль Виттман (р. 1914), немецкий танкист, один из самых результативных танковых асов Второй Мировой войны.
- 1945
  - Яков Протазанов (р. 1881), российский и советский кинорежиссёр, сценарист и актёр.
  - Алексей Фаворский (р. 1860), русский советский химик-органик, академик АН СССР, Герой Социалистического Труда.
- 1946 — митрополит Евлогий (р. 1868), глава Западноевропейской православной церкви.
- 1947 — Антон Деникин — русский военачальник.
- 1949 — Иван Поддубный (р. 1871), русский спортсмен (классическая борьба), артист цирка, заслуженный артист РСФСР.
- 1950 — Николай Мясковский (р. 1881), русский композитор, педагог, автор 27 симфоний.
- 1961 — Мэй Ланьфан (р. 1894), китайский актёр, режиссёр и общественный деятель.
- 1973
  - Чарльз Дэниелс (р. 1885), американский спортсмен, 4-кратный олимпийский чемпион.
  - Вильхельм Муберг (р. 1898), шведский писатель, драматург и журналист.
- 1976 — Эдди Рознер (р. 1910), немецкий, польский и советский джазовый музыкант.
- 1977 — Рем Хохлов (р. 1926), советский физик, академик, ректор МГУ.
- 1985 — Луиза Брукс (р. 1906), американская танцовщица, модель и актриса немого кино.
- 1988 — Джачинто Шельси (р. 1905), итальянский композитор и поэт.
- 1991
  - Джеймс Ирвин (р. 1930), 30-й астронавт США и восьмой человек, ступивший на поверхность Луны.
  - Иван Кожедуб (р. 1920), советский лётчик-истребитель, трижды Герой Советского Союза.
- 1994
  - Зиновий Колобанов (р. 1911), советский танкист-ас.
  - Леонид Леонов (р. 1899), русский советский писатель, драматург.
- 1996
  - Георгий Метельский (р. 1911), русский журналист и писатель Литвы.
  - Невилл Франсис Мотт (р. 1905), английский физик, лауреат Нобелевской премии (1977).
  - Фрэнк Уиттл (р. 1907), английский инженер, сконструировавший один из первых реактивных двигателей.
- 2000 — Анатолий Ромашин (р. 1931), актёр театра и кино, режиссёр, народный артист РСФСР (1982).

### XXI век
- 2004 — Фэй Рэй (р. 1907), американская киноактриса.
- 2010 — Патриция Нил (р. 1926), американская актриса, лауреат премии «Оскар».
- 2013 — Карен Блэк (р. 1939), американская актриса, сценарист, певица, композитор.
- 2014 — Менахем Голан (р. 1929), израильский кинорежиссёр, сценарист и продюсер.
- 2022 — Оливия Ньютон-Джон (р. 1948), британо-австралийская певица и актриса, лауреат 4-х премий «Грэмми».
- 2023
  - Юлия Борисова (р. 1925), советская и российская актриса, народная артистка СССР (1969), Герой Социалистического Труда (1985).
  - Вера Васильева (р. 1925), советская и российская актриса, народная артистка СССР (1986).

## Приметы
- Марьев день.
- Осенние марева по травам идут, целебную мощь травам дают.
- Утром прохлада росяная листья наполняет, пыль омывает, а в полдень рождается в травах целительная сила[9].